# Lista najwyższych budynków w Leicesterze

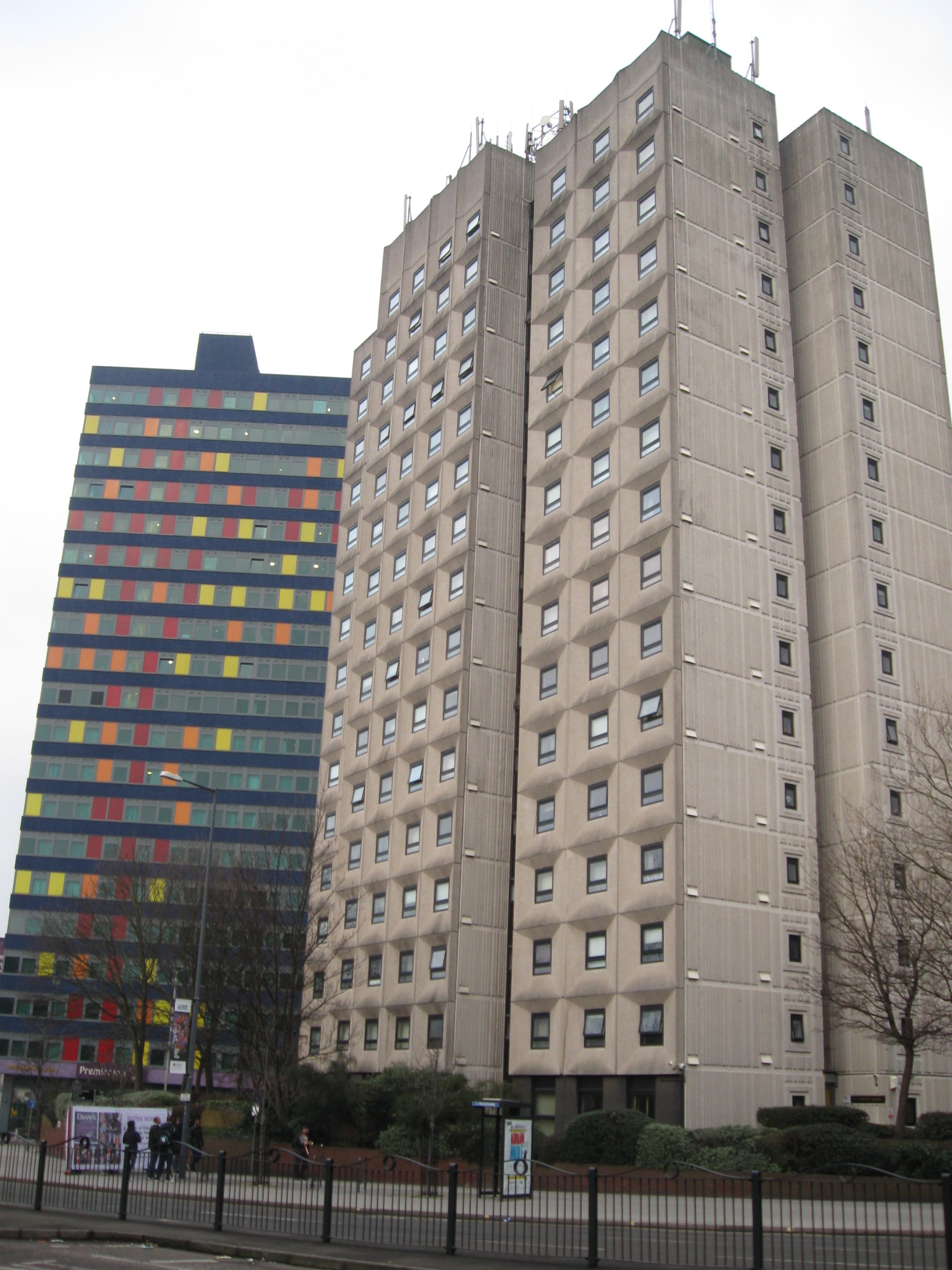
Wieżowce w Leicesterze

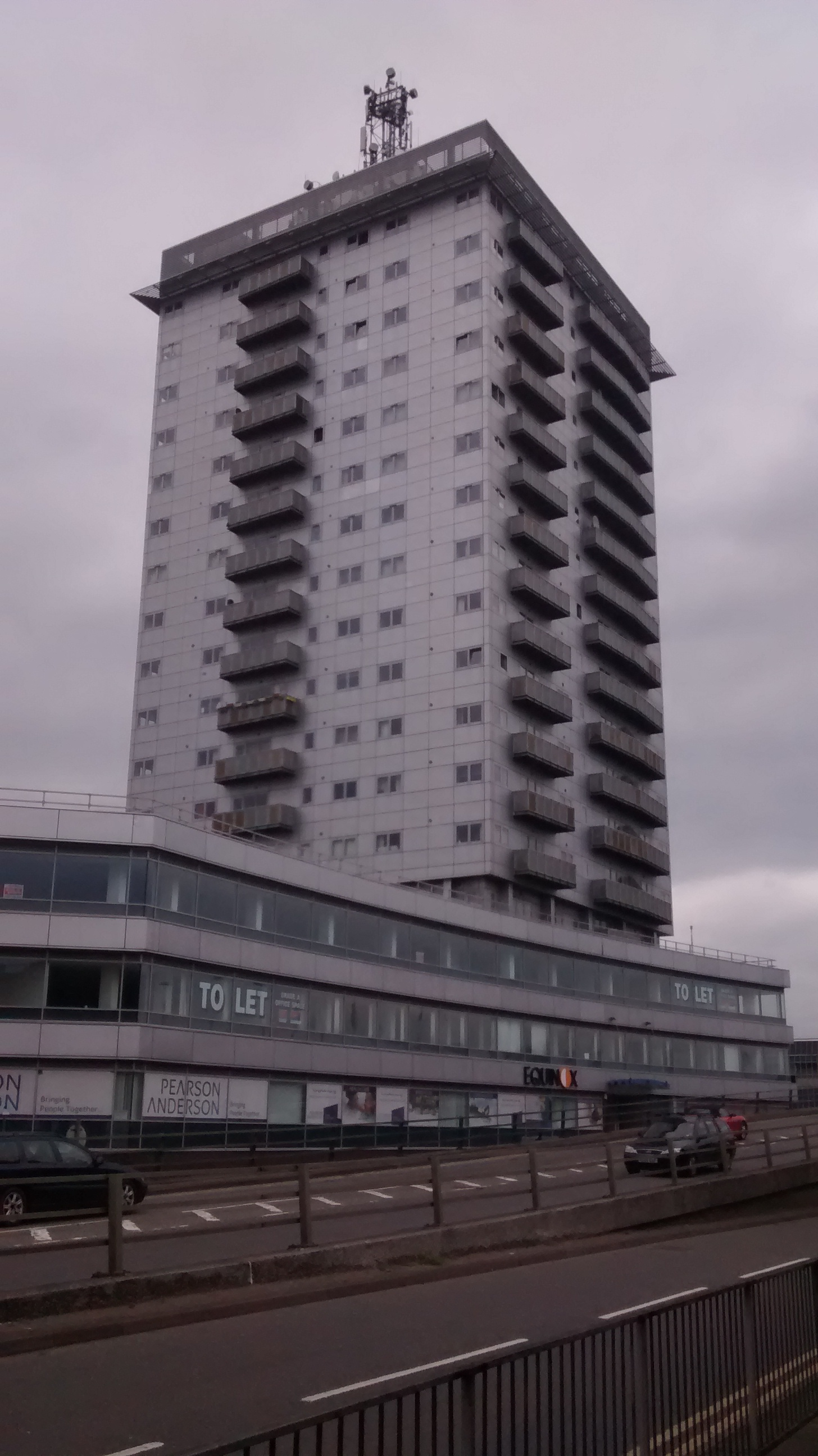
Thames Tower and Burleys Flyover

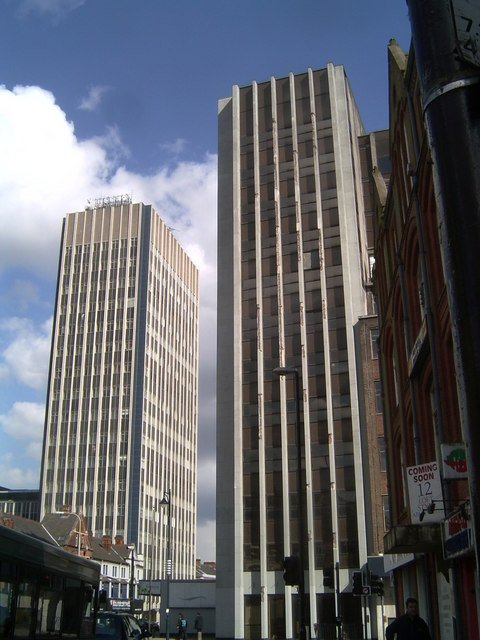
Budynek The 'Twin Towers' przy ul. Humberstone Gate

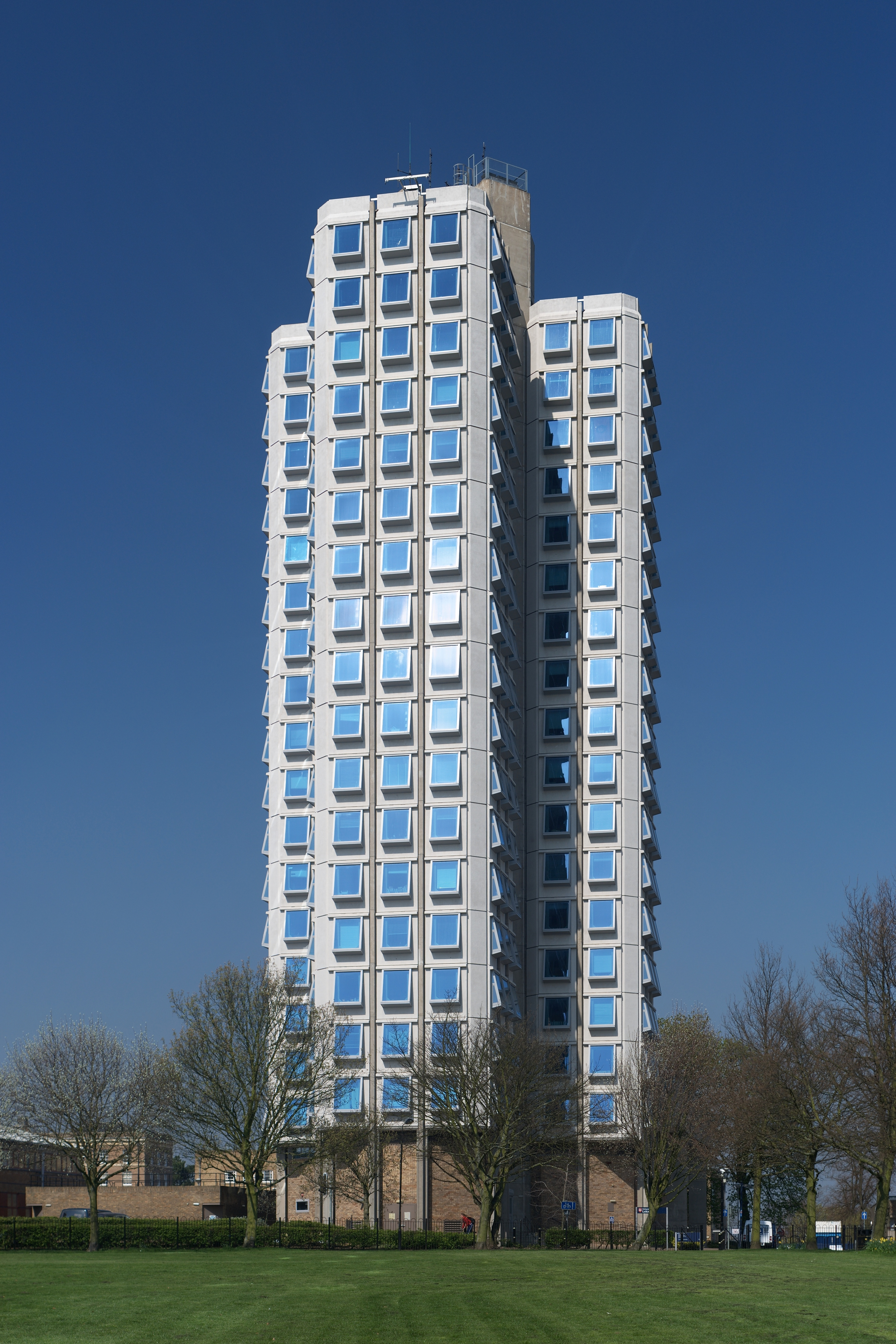
The Attenborough Building

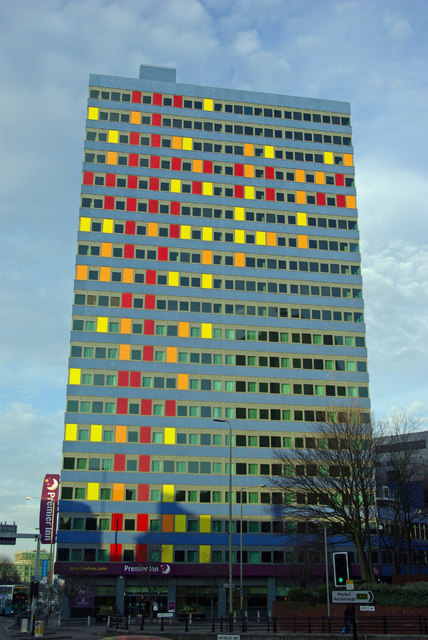
St. George’s Tower

Lista najwyższych budynków w Leicesterze – w mieście Leicester znajduje się dwanaście budynków o wysokości powyżej 50 metrów.
Najwyższym budynkiem jest Cardinal Telephone Exchange. W planach jest budowa nowego hotelu Westbridge Hotel Tower o wysokości 117 metrów, 39 kondygnacji.

## Lista budynków od 50 do 100 metrów
- 1 Cardinal Telephone Exchange 84 m
- 2 St. George’s Tower 82 m
- 3 Katedra św. Marcina 67 m
- 4 Eastern Boulevard Residential Tower	67 m
- 5 Goscote House 66 m
- 6 Thames Tower 	58 m
- 7 New Walk Centre 	55 m zburzony 22 lutego 2015 r.
- 8 Clipstone House 	52 m
- 9 Framland House 	52 m
- 10 Gordon House 	52 m
- 11 Maxfield House 	52 m
- 12 Attenborough Building 52 m

## Lista budynków od 40 do 50 metrów
| Nazwa budynku         | wysokość | liczba pięter |
| --------------------- | -------- | ------------- |
| De Montfort House     | 48       | 16            |
| 60 Charles Street     | 46       | 14            |
| Opal Court            | 46       | 15            |
| Elizabeth House       | 46       | 16            |
| National Space Centre | 41       | -             |

## Lista projektowanych budynków

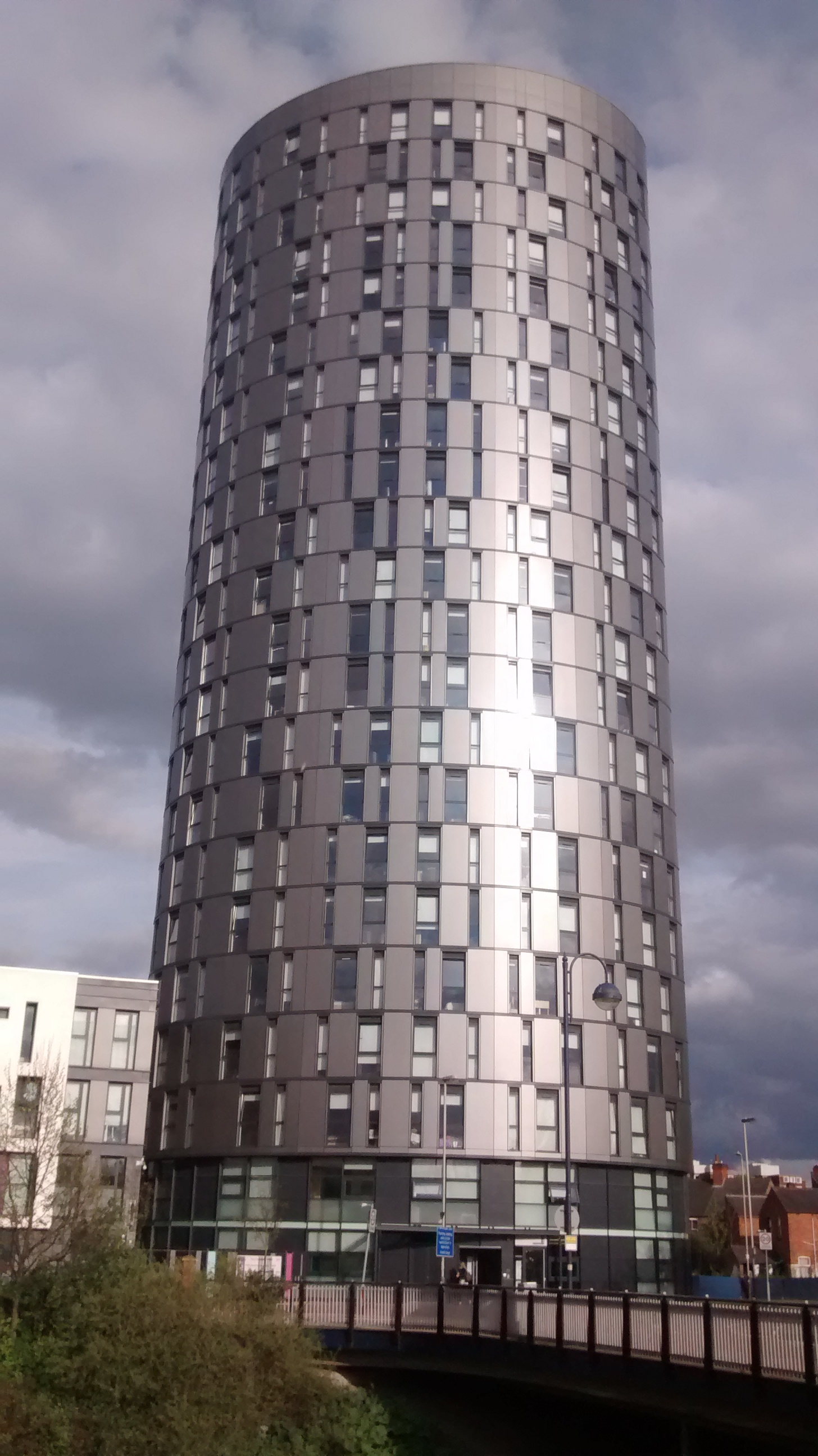
Eastern Boulevard Residential Tower

| Nazwa budybku            | wysokość | liczba pieter |
| ------------------------ | -------- | ------------- |
| Westbridge Hotel Tower   | 117      | 39            |
| No. 1 Westbridge Tower 1 | 76       | 26            |
| Block A Bath Lane        | 73       | 24            |
| No. 1 Westbridge Tower 2 | 59       | 20            |
| Burleys Way Tower        | 52       | 17            |